# San Juan de Opoa
San Juan de Opoa (uit het Spaans: San Juan="Sint-Jan", uit het Nahuatl: Opoa="plaats waar wegen bij elkaar komen") is een gemeente (gemeentecode 0418) in het departement Copán in Honduras.
Op deze plek had de inheemse bevolking een dorp met de naam Opoa. Het werd in 1936 bezocht don Gonzalo de Alvarado, die op zoek was naar een plek om een nederzetting te stichten. Dit werd een van de eerste Spaanse nederzettingen in het huidige Honduras. Don Gonzalo noemde het Gracias a Dios ("God zij dank").
In 1904 werd het een zelfstandige gemeente onder de naam San Juan de Opoa. Omdat de bevolking erg terugliep, werd de hoofdplaats van de gemeente in 1906 een paar kilometer naar het westen verplaatst, naar een plaats genaamd Las Mesas.
De hoofdplaats ligt aan de rivier Higuito.

## Bevolking
De bevolking is als volgt verdeeld:
| Vrouwen | 4792 | 49,1% |
| Mannen  | 4958 | 50,9% |

## Dorpen
De gemeente bestaat uit vijftien dorpen (aldea), waarvan de grootste qua inwoneraantal: San Juan de Opoa (code 041801) en El Pinal (041806).